# Kriegerdenkmal Siedendolsleben

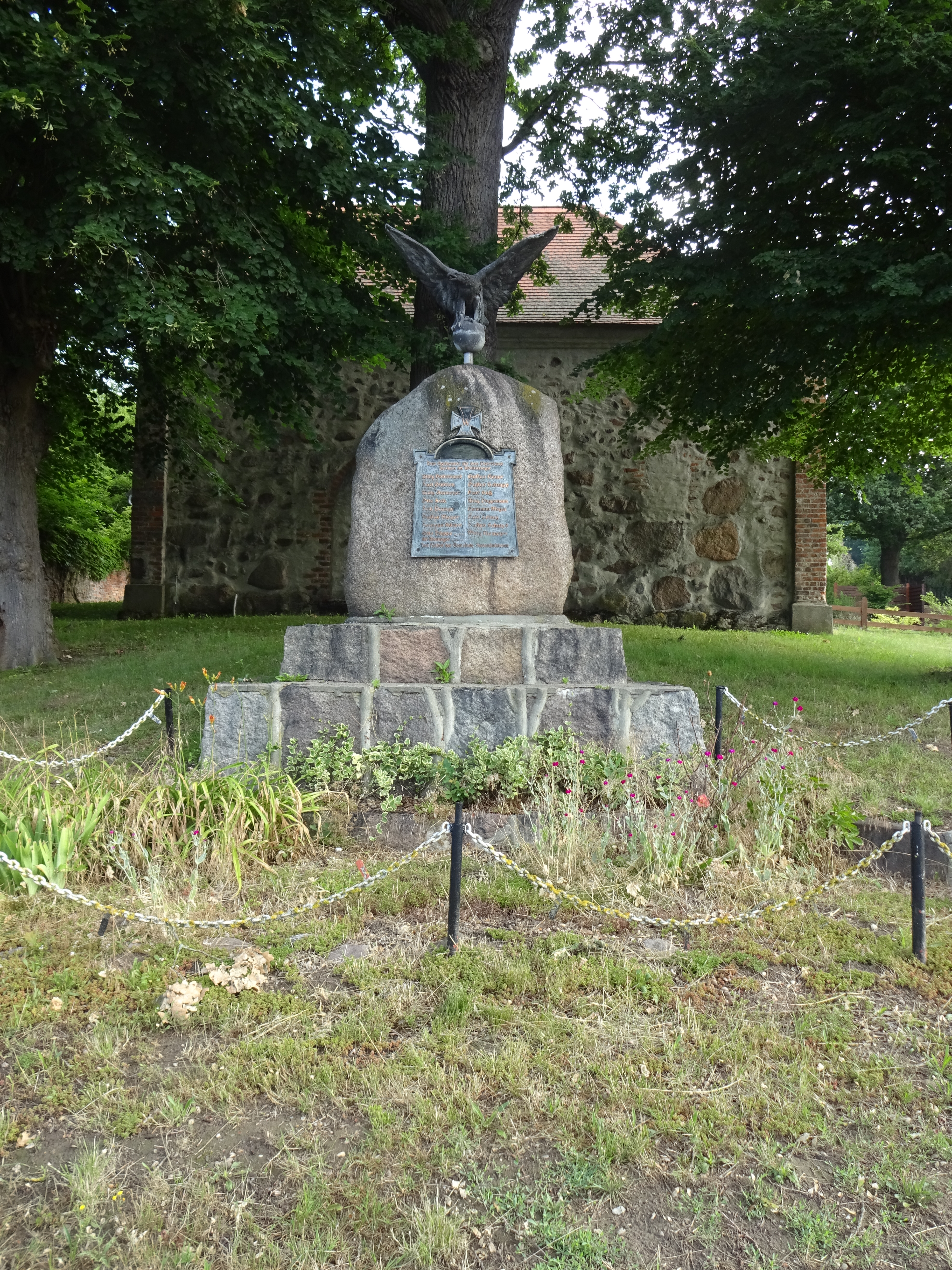
Kriegerdenkmal in der Nähe der Dorfkirche

Das Kriegerdenkmal Siedendolsleben ist ein denkmalgeschütztes Kriegerdenkmal im Ortsteil Siedendolsleben der Gemeinde Dähre in Sachsen-Anhalt. Im örtlichen Denkmalverzeichnis ist das Kriegerdenkmal unter der Erfassungsnummer 094 97663 als Baudenkmal verzeichnet.

## Allgemeines
Das Kriegerdenkmal Siedendolsleben befindet sich südlich der Dorfkirche Siedendolsleben. Es handelt sich dabei um einen Monolithen auf einen zweistufigen Sockel aus Feldsteinen. Gekrönt ist das Denkmal von einem Adler auf einer Kugel mit ausgebreiteten Schwingen. In den Monolithen ist eine Gedenktafel mit den Namen der gefallenen Soldaten des Ersten Weltkriegs eingelassen.
Im Kreisarchiv des Altmarkkreises Salzwedel ist die Ehrenliste der Gefallenen des Ersten Weltkriegs erhalten geblieben. In der Kirche wurden Gedenktafeln für die Gefallenen des Ersten Weltkriegs und des Zweiten Weltkriegs aufgehängt.
Auf dem Kriegerdenkmal in Dähre werden die Gefallenen des Ersten Weltkriegs ebenfalls genannt.